# 莱拉·凯莱夫
莱拉·凯莱夫（英語：Layla Kayleigh）是美国G4电视台旗下栏目“资讯（The Feed）”里“Attack of the Show!”的主持人，并与人共同主持音乐电视节目《全美舞蹈达人》（America's Best Dance Crew）。她曾经是英国男性杂志《Maxim》和杂志《King》的模特。她现在居住于美国加利福尼亚州的好莱坞。她是有亚洲、欧洲以及中东血统的混血儿。

## 早年生活
莱拉·凯莱夫出生于英国伦敦北部。她出生时的名字叫Zara，但是在听过歌曲《Derek and the Dominos》，她希望父母称呼她为莱拉。当她12岁时，她已离异的母亲为了自己和莱拉，前往美国希望可以获得美国公民的身份，莱拉也因此定居在美国。2008年9月12日，莱拉正式成为美国公民。

## 影视生涯
除了主持过MTV2电视台和美国广播公司足球节目的半场访问外，莱拉也曾是由美国前副总统、诺贝尔和平奖获得者戈尔（Al Gore）创办的Current TV的一名记者，但在她接受杂志《Maxim》的访谈并为之拍摄照片后被迅速解雇。莱拉现在主持G4电视台“资讯”栏目裡的“Attack of the Show!”。"Attack of the Show!"模仿"Daily News"（每日新闻），对人们高度期待的即将发布的视频游戏，电影和数码设备提供独家预览。莱拉使用视频博客，内容一般上传到她的My Space网页和官方网站。
2007年5月23日，世界扑克巡回赛主办方宣布莱拉将成为他们第六赛段的女主持人。在2008年5月27日出版的电影DVD《一个简单的承诺》（A Simple Promise）中，莱拉扮演女主角麦迪逊（Madison）。在AskMen.com评选的2008年全球99大性感女性中，莱拉排名第33.